# Молчанов, Владимир Николаевич
Владимир Николаевич Молчанов (род. 1925) — советский учёный, кандидат исторических наук, бывший ректор Тульского государственного педагогического университета.

## Биография
Родился в 1925 году.
Участник Великой Отечественной войны. Был призван в РККА в феврале 1943 года Тульским горвоенкоматом. Был командиром огневого взвода 1075-го армейского истребительного противотанкового артиллерийского Киевско-Изъяславского полка 1-го Украинского фронта. Участник Висло-Одерской операции (январь 1945 года). Был ранен под городом Ченстохов при освобождении деревни. Попал в госпиталь города Каменец-Подольский, где был прооперирован, но пулю прошедшую через руку и застрявшую под сердцем, достать не смогли — таких сложных операций тогда не делали. Из госпиталя Владимира забрала мама — Кочетова Александра Александровна, которая привезла его в Тулу. Здесь он долечивался в местном госпитале до августа 1945 года. Оставив мечту продолжить военную карьеру, в связи с тяжелым ранением был демобилизован и остался в запасе. Поступил в Тульский педагогический институт (ныне Тульский государственный педагогический университет имени Л. Н. Толстого), по его окончании занимался педагогической деятельностью, впоследствии став ректором этого вуза (работал на этой должности с 1972 по 1978 годы). 
Его дочь — Галина Владимировна Харюшина работала заведующей библиотекой Библиотечно-информационного комплекса Финансового университета при Правительстве РФ.

## Награды
Был награждён двумя орденами Красной Звезды, орденом Отечественной войны I степени и орденом Трудового Красного Знамени, а также медалями, среди которых «За боевые заслуги» и «За победу над Германией».